# Giro di Lombardia 1991
La Giro di Lombardia 1991, ottantacinquesima edizione della corsa e valida come dodicesimo e penultimo evento della Coppa del mondo di ciclismo su strada 1991, fu disputata il 19 ottobre 1991, per un percorso totale di 242 km. Fu vinta dall'irlandese Sean Kelly, al traguardo con il tempo di 6h10'38" alla media di 39,176 km/h.
Partenza a Monza con 196 ciclisti di cui 105 portarono a termine il percorso.

## Ordine d'arrivo (Top 10)
| Pos. | Corridore        | Squadra      | Tempo    |
| ---- | ---------------- | ------------ | -------- |
| 1    | Sean Kelly       | PDM-Ultima   | 6h10'38" |
| 2    | Martial Gayant   | Toshiba      | s.t.     |
| 3    | Franco Ballerini | Del Tongo    | a 35"    |
| 4    | Bruno Cornillet  | Z            | s.t.     |
| 5    | Rolf Sørensen    | Ariostea     | a 2'09"  |
| 6    | Alberto Volpi    | Chateau d'Ax | s.t.     |
| 7    | Dante Rezze      | R.M.O.       | s.t.     |
| 8    | Laurent Jalabert | Toshiba      | a 2'19"  |
| 9    | Sammie Moreels   | Lotto        | s.t.     |
| 10   | Marco Vitali     | Jolly Comp.  | s.t.     |